# Districte de Betul
El districte de Betul és una divisió administrativa de l'estat de Madhya Pradesh, a l'Índia, amb capital a Betul. Té una superfície de 10.043 km² i una població d'1.395.175 habitants. Hi ha població tribal de gonds i korkus. Està dividit en deu tehsils: 
- 1. Amla
- 2. Athner
- 3. Betul
- 4. Bhainsdehi
- 5. Bhimpur
- 6. Chicholi
- 7. Ghoradongri
- 8. Multai
- 9. Prabhat Pattan
- 10. Shahpur

Els rius principals són el Ganjal (afluent del Tapti) i el Moran i Tawa (afluents del Narmada.

## Història
Aquest districte se suposa que fou el centre del regne de Kherla (un dels quatre grans regnes gond: Kherla, Deogarh, Garha-Mandla i Chanda-Sirpur). L'historiador persa Ferishta diu que formaven el 1398 les muntanyes de Gondwana i territoris adjacents i eren rics i poderosos.
Vers 1418 el sultà Hoshang Shah de Malwa va envair Kherla i la va sotmetre. Nou anys després el raja es va revoltar i amb l'ajut del sultà bahmànida del Dècan va aconseguir restaurar la seva independència, però finalment fou derrotat i el regne annexionat. El 1467 el territori que havia estat Kherla fou ocupat pel sultanat bahmànida però aviat retornat a Malwa. Al segle següent Malwa va passar a l'Imperi Mogol (1562) i amb ella Kherla. El 1703 el territori estava dominat per un gond que s'havia convertit a l'islam, Raja Bakht Buland, sobirà amb capital a Deogarh, i el va succeir el seu fill que va morir el 1739 deixant només dos fills menors; les lluites successòries van portar a la intervenció dels marathes i el 1743 va passar als dominis del maratha de Nagpur Raghoji Bhonsle.
En la guerra dels britànics contra els marathes de 1817-1818, tropes britàniques van estacionar a Multai, Betul i Shahpur el 1818 dirigides contra el general maratha Appa Sahib especialment per impedir la seva fugida a l'est des de Parchamarhi, però el militar maratha va aconseguir escapar; els marathes foren derrotats en aquesta guerra i el 1818 van cedir l'administració del districte a la Companyia Britànica de les Índies Orientals com a pagament pel contingent britànic de protecció. Fins al 1818 el territori del districte era conegut com a Sarkar de Kherla del nom de l'antiga ciutat capital del regne gond. Pel tractat de 1826 fou formalment incorporat al territori britànic dins dels Territoris de Saugor i Nerbudda fins al 1861 quan aquestos territoris i altres van formar les Províncies Centrals. El districte fou part de la divisió de Nerbudda. Una força militar britànica va restar a Betul fins al juny de 1862. El districte tenia 9.906 km² força semblant a l'actual districte.
Fou afectat greument per la fam de 1896-1897 i altra vegada el 1899-1900. El 1901 la població era de 285.363 habitants amb una baixada del 12% (1872: 273.890; 1881: 304.905; 1891: 323.196) repartit en 1194 pobles. El 1901 la capital Betul tenia 4.739 habitants; llavors la capital del districte fou transferida a Badnur a uns 5 km al nord; amb el temps les dues ciutats van quedar unides. Les ciutats del districte eren Betul, Multai, Badnur, Bhesdehi i Atner. El districte estava dividit en dos tehsils a talukes: Betul i Multai i en sis cercles (Multai, Betul, Atner, Shahpur, Sauligarh o Chicholi, i Amla). El tehsil de Betul tenia una superfície (1901) de 7.175 km² i una població de 170.994 habitants (194-719 el 1891) i comprenia les dues úniques ciutats: Betul i Badnur (5766 habitants), amb 777 pobles.